# Берчоларица
Берчоларица (баск. bertsolaritza [berˈts̺olaɾits̻a]), также берчоларизм — традиционный вид пения Страны Басков. Исполняется обычно на сцене одним или несколькими bertsolari-певцами; может также исполняться на различных церемониях, обедах и ужинах. Это может быть как дружеское исполнение, так и соревнование с местами и наградами.
Само искусство такого пения на баскском языке называется bertsolaritza; стихотворные строки, которые должны быть спеты — bertso; а певцы — bertsolariak (мн. ч.), bertsolari (ед. ч.). Традиционно этот вид пения исполняется только мужчинами, но в настоящее время существуют и bertsolari-женщины.
Обычно для наименования этого вида пения баскское слово bertsolaritza используется в испанском и французском языках, однако испанские термины versolarismo и bertsolarismo, а также французские термины bertsularisme, bertsolarisme и versification, тоже используются.
Известный современный bertsolari-певец Хавьер Амуриса (баск. Xabier Amuriza) описал берчоларицу следующим образом:
| Neurriz eta errimaz    | «Через размер и рифму  |
| kantatzea itza         | чтобы спеть слово      |
| orra or zer kirol mota | вот каким видом спорта |
| den bertsolaritza.     | является берчоларица». |

## Bertso
Bertso состоит из двух главных частей: спонтанного стихотворения и мелодии, вместе с которой оно должно быть спето.
Bertso может иметь разную длину, но 4 вида встречаются чаще всего: zortziko txiki («маленькое из восьми»), zortziko handi («большое из восьми»), hamarreko txiki («маленькое из десяти») и hamarreko handi («большое из десяти»). Примером zortziko txiki может послужить первая строфа из bertso под названием «Aitorren Izkuntz Zarra» («древний язык Айтора»):
| Aitorren izkuntz zarra | «Древний язык Айтора         |
| nai degu zabaldu       | хотим мы распространить      |
| munduaren aurrean      | впереди мира                 |
| gizonki azaldu         | мужественно представить      |
| baldin gure zainetan   | пока в наших венах           |
| odolik badegu          | течёт кровь                  |
| euskaldunak euskeraz   | мы, баски, на баскском языке |
| itz egin bear degu.    | должны говорить».            |

Zortziko txiki называется «маленькое из восьми» потому, что первая строка (lerro) включает в себя 7 слогов (oinak, буквально: «стопы»), в то время как следующая строка включает в себя 6 слогов. Такая пара строк называется по-баскски puntu («точка»). 4 puntu, или 8 строк — это одна строфа в zortziko txiki. Рифма добавляется в строки, состоящие из 6 слогов. Zortziko handi включает 10 слов в первой строке, в то время как во второй имеется 8. Hamarreko txiki и hamarreko handi отличаются только числом строк — вместо восьми, они имеют 10.
Ошибка в рифмовке в берчоларице называется poto.

### Музыка
Существует множество мелодий, которые могут быть использованы, чтобы спеть bertso. Все они основаны на традиционных песнях, которые когда-либо включались в народную культуру.

### Темы
Bertso может затрагивать совершенно любую тему. В настоящее время чаще всего затрагивается тема политики. Bertsolari-певцы осуждают государство, в котором они сегодня живут.
Bertsolari-певец может, например, притвориться семнадцатилетней девушкой-подростком, которая вернулась домой в 3 часа ночи и поняла, что забыла ключи и должна теперь позвонить в дверь. Певцов могут попросить сыграть спор между двумя членами семьи или рассмотреть какую-либо тему с философской точки зрения. Зрители и судьи оценивают уровень юмора так же, как и уровень исполнения.

### Язык
Язык берчоларицы — всегда исключительно баскский. Так как это преимущественно устный вид искусства, каждый bertsolari- певец волен использовать родной диалект и использование batua (стандартизированного баскского) не требуется. По этой причине орфография и грамматика, используемые в bertso, даже сегодня часто отличаются от используемых в batua. Например, h в западных диалектах не произносится, поэтому в большинстве старых bertso, написанных на этих диалектах, эта буква не писалась; ll ([ʎ]) и ñ ([ɲ]) также используются намного чаще, чем в batua.

## История

### Общее
Существуют доказательства, что берчоларицу пели с конца XV века, например, bertso — рассказы, передающиеся устно из поколения в поколение; подтверждение пения берчоларицы во время погребальных обрядов в Бискайе. Точно неизвестно, сколько лет этому виду искусства, но современные историки относят берчоларицу к началу девятнадцатого века. Bertsolari- певцы были в своём большинстве неграмотными людьми и выступали в неформальной обстановке, поэтому они не считали себя поэтами как таковыми. Несмотря на это, люди часто сохраняли в памяти их стихи. Большинство наиболее известных bertsolari- певцов того времени родом из центральной провинции Гипускоа. Одним из самых ранних и известных берчолари был Фернандо Бенгоэчеа Альтуна (баск. Fernando Bengoetxea Altuna), более известный как Пернандо Амескетарра или Фернандо Амескетарра (баск. Pernando Amezketarra — «Пернандо из деревни Амескета»).
В тревожные времена в истории Страны Басков (Карлистские войны, Первая мировая война, Вторая мировая война, Гражданская война в Испании и т. д.) bertsolari — певцы были популярным видом размышления над текущими трудностями и событиями. Bertso-paperak («bertso — записки») стали популярными в то время и являются сегодня основным источником информации о bertso того времени.

### В ходе и после войны
В ходе Гражданской войны в Испании начали различать 2 вида bertsolari-певцов: eskolatuak («образованные») — тех, кто были знакомы с письменной литературой, и eskolatu gabeak («необразованные») — тех, кто не были такими грамотными, как, например, Чиррита (баск. Txirrita).
После гражданской войны все достижения берчоларицы и баскской культуры пошли на спад. Сдерживание и голод сделали берчоларицу, главным образом, ограниченным развлечением в кругу семьи или друзей; новая власть Франкистской Испании отнеслась к баскской культурной деятельности с подозрением.
Когда в 1950-х гг. режим стал более открытым, начались выступления на сцене вместе с провинциальными соревнованиями, а берчоларица поднялась в обществе на более высокое место. В это время особо выделяются пары Lopategi и Azpillaga из испанской Страны Басков и Mattin и Xalbador из французской Страны Басков. В 1967 г. в Сан-Себастьяне было проведено государственное соревнование, в ходе которого возникли разногласия из-за отличий между восточными и западными диалектами баскского языка.

## Известные певцы
- Ласкао Чики (Joxe Migel Iztueta Kortajarena, 1926—1993), Гипускоа;
- Basarri (Inazio Eizmendi, 1913—1999), Гипускоа;
- Bilintx (Indalezio Bizkarrondo, 1831—1876), Гипускоа;
- Bordel (Joan Etxamendi Larralde, 1792—1879), Наварра;
- Etxahun (Pierre Topet, 1786—1862);
- Etxahun-Iruri (Pierre Bordazarra, 1908—1979);
- Etxamendi (Jean Etxamendi, 1873—1962), Нижняя Наварра;
- Lexoti (Jose Luis Lekuona, 1925—2006), Гипускоа;
- Mattin (Mattin Treku Inhargue, 1916—1981);
- Otaño (Pello Mari Otaño Barriola, 1857—1910), Гипускоа;
- Pello Errota (Pedro Jose Elizegi, 1840—1919), Гипускоа;
- Pernando Amezketarra (Fernando Bengoetxea Altuna, 1764—1823), Гипускоа;
- Piarres Ibarrart (1838—1919);
- Txirrita (Jose Manuel Lujanbio Erretegi, 1860—1936), Гипускоа;
- Urretxindorra (Kepa Enbeita Renteria, 1878—1942), Бискайя;
- Uztapide (Manuel Olaizola Urbieta, 1909—1983), Гипускоа;
- Xalbador (Ferdinand Aire Etxart, 1920—1976), Нижняя Наварра;
- Xanpun (Manuel Sein, 1928—2002);
- Xenpelar (Frantzisko Petrirena Errekondo, 1835—1869), Гипускоа;
- Zepai (Akilino Izagirre Amenabar, 1906—1971), Гипускоа.